# Odion Aikhoje
Odion Aikhoje (5 augustus 1971) is een Nigeriaans schaker met de titel Internationaal Meester (IM). In 1998 won hij een individuele gouden medaille op de Schaakolympiade.  

## Korte biografie
In 1997 maakte Odion Aikhoje zijn debuut binnen het Nigeriaanse nationale schaakteam op het Afrikaanse schaakkampioenschap voor landenteams.
In 1998 werd hij in Tanta tweede op het Afrikaanse zonetoernooi.
Odion Aikhoje nam met het Nigeriaanse team deel aan de volgende Schaakolympiades:
- in 1998 aan het tweede bord in de 33e Schaakolympiade in Elista (+6 =1 –1) waarbij hij een individuele gouden medaille won
- in 2002 aan het eerste reservebord in de 35e Schaakolympiade in Bled (+5 =1 –5)
- in 2006 aan het derde bord in de 37e Schaakolympiade in Turijn (+3 =4 –5)

Odion Aikhoje speelde voor Nigeria in de Afrika-Spelen:
- in 2003 aan het tweede bord bij de 8e Afrika-Spelen in Abuja (+5 =1 –0) waarbij hij een individuele gouden medaille won
- in 2007 aan het derde bord bij de 9e Afrika-Spelen in Algiers (+7 =4 –0)

Odion Aikhoje ontving nooit de individuele gouden medaille die hij als eerste Nigeriaanse schaker had gewonnen op de Schaakolympiade van 1998. De oorzaak lag in bureaucratische complicaties. Tien jaar later, op de 38e Schaakolympiade in Dresden in 2008, ontving hij een speciale prijs vanwege de ooit door hem gewonnen gouden medaille.

## Externe koppelingen
- (en)   Informatie over schaakpartijen van Odion Aikhoje op ChessGames.com
- (en)   Informatie over schaakpartijen van Odion Aikhoje op 365chess.com
- (en)  FIDE-ratinggegevens voor Odion Aikhoje